# Anna Dzhambulievna Chakvetadze
Anna Dzhambulievna Chakvetadze (tiếng Nga: Анна Джамбулиевна Чакветадзе; sinh ngày 5 tháng 3, 1987 ở Moskva) là nữ vận động viên quần vợt Liên bang Nga. Thứ hạng trên bảng xếp hạng WTA cao nhất mà cô giành được là hạng 5, đạt được vào ngày 9 tháng 10 năm 2007.
Cô bắt đầu chơi quần vợt từ lúc 8 tuổi. Người dẫn dắt cô đến với môn thể thao này là bà Natalia - mẹ của Anna. Anna Chakvetadze nói thành thạo tiếng Anh và tiếng Nga.
Do thi đấu không thành công như trước cũng như chấn thương, cô đã chính thức giải nghệ vào ngày 14 tháng 9 năm 2013.

## Các chức vô địch WTA (7)

### Vô địch đơn (7)
| Ghi chú               |
| Grand Slam (0)        |
| WTA Championships (0) |
| Tier I (1)            |
| Tier II (2)           |
| Tier III (3)          |
| Tier IV (1)           |

| No. | Ngày                | Giải             | Mặt sân   | Đối thủ ở trận chung kết | Tỉ số            |
| 1.  | 25 tháng 9 năm 2006 | Guangzhou        | Cứng      | Anabel Medina Garrigues  | 6–3, 6–4         |
| 2.  | 15 tháng 10 2006    | Moscow           | Trải thảm | Nadia Petrova            | 6–4, 6–4         |
| 3.  | 12 tháng 1 2007     | Hobart           | Cứng      | Vasilisa Bardina         | 6–3, 7–6(3)      |
| 4.  | 17 tháng 6 năm 2007 | 's-Hertogenbosch | Cỏ        | Jelena Janković          | 7–6(2), 3–6, 6–3 |
| 5.  | 22 tháng 7 năm 2007 | Cincinnati       | Cứng      | Akiko Morigami           | 6–1, 6–3         |
| 6.  | 29 tháng 7 năm 2007 | Stanford         | Cứng      | Sania Mirza              | 6–3, 6–2         |
| 7.  | 10 tháng 2 năm 2008 | Paris            | Cứng      | Ágnes Szávay             | 6–3, 2–6, 6–2    |